# 辽朝官制
辽朝官制。辽朝是契丹族建立的朝代，主要统治者是契丹上层集团，由于所控的地区有契丹人，也有汉人及其他各族人民，为了适应统治的需要，辽代的官制分设辽官和汉官两大系统。
辽朝官制辽官称为北面官，汉官称为南面官。北面官是根据契丹族原有制度而设立的。南面官是佔領汉族居住区以後，模仿唐朝、宋朝制度而建立的。北面官中，又有北院、南院之别。

## 北面官
北面官主要设有大于越府，长官是大于越，如同秦汉三公，不常置。北宰相府、南宰相府：北宰相府“掌佐理军国之大政，皇族四帐（皇族），世预其选”；南宰相府职权是“掌佐理军国之大政，国舅五帐（外戚），世预其选。”
其他契丹枢密院、大王院、宣徽院均分为北南二院。
- 北枢密院、南枢密院，各有枢密使等官，北枢密院掌管契丹“兵机、武铨、群牧”，职权如同唐朝兵部；南枢密院掌契丹“文幹、部族、丁赋”等事，职权如同唐朝吏部。
- 北大王院、南大王院：各设大王、知大王院事以及太师、太保、司徒、司空。大王院掌管“部族军民之政”，职权如同唐朝户部。
- 北宣徽院、南宣徽院：各设宣徽使等，职权如同唐朝工部。
- 夷离毕院：有夷离毕、左右夷离毕等官，掌刑狱，职权如同唐朝刑部。
- 敌烈麻都司：有敌烈麻都等官，掌礼仪，职权如同唐朝礼部。
- 大林牙院：有北面都林牙、北面林牙承旨等官，掌“文翰之事”，职权如同唐朝翰林院。
- 大惕隐司：有大内惕隐，掌“皇族四帐之政教”。

## 南面官
在南面官体制中，有三师、三少、三公。
- 汉人枢密院，有枢密使等官。
- 中书省（政事省），有中书令、大丞相、左右丞相、知中书省事、中书侍郎、同中书门下平章事、参知政事等官。
- 门下省，有侍中、常侍、散骑常侍、给事中、门下侍郎等官。
- 尚书省，有尚书令、左右仆射、左右丞等官。
- 六部，各有尚书、侍郎、郎中、员外郎等官。
- 御史台、翰林院、宣徽院以及太常寺、太仆寺、大理寺等官署。

## 地方行政
辽朝地方官制有五京，于五京设官：东京（辽阳府）、中京（大定府）、南京（析津府、今北京市）各设宰相府，各有左右相，左右平章政事等官。五京各设留守司、都总管府等。
辽代以五京为中心，分其统治地区为五道：道设有节度使，道下有州、军、县，州设有刺史，县设有县令。以财政上分八路：上京、长春、东京、辽西、中京、西京、南京、平州；以军事上分十二路：东北、海龙府、东京、咸州、保州、西京、南京、平州、乌古敌烈、西北、南路、西南面。

## 军事
辽国军制的主力军为契丹兵，包括御帐亲（有皮室军、属珊军等）、宫卫骑军、大首领部族军、部族军等。另有渤海兵、汉兵设元帅府，统率蕃汉各军。设北王府及南王府统契丹兵。